# Аржанов, Михаил Николаевич
Михаил Николаевич Аржанов (3 марта 1924, д. Синельниково, Саратовская губерния — 30 ноября 1981, Саратов) — советский художник (живописец, график, реставратор масляной и темперной живописи).

## Биография
Михаил Николаевич Аржанов родился в деревне Синельниково Аткарского уезда Саратовской губернии.
В 1941—1947 годах учился в Саратовском художественном училище (педагоги И. Н. Щеглов, Е. К. Щаблиовский, Б. В. Миловидов), закончил (под руководством В. В. Кисимова) театрально-декорационное отделение.
1948—1954 гг. — учился в Московском полиграфическом институте. Большое значение для творчества Аржанова имело состоявшееся в 1950 году знакомство с художником Н. М. Гущиным (1888—1965).
Работал в Саратовском Государственном художественном музее имени А. Н. Радищева: 10 лет реставратором, заведовал реставрационным отделом.
Прижизненных персональных выставок не было. Первая — посмертно, в январе 1984 года (Радищевский музей).
Формирование главного направления художнических поисков, духовных и философских убеждений пришлось на середину 1950-х — 1960-х годов. Одновременно рождается и противостояние власти, вынужденный долгий андеграунд — режим препятствовал новым веяниям в искусстве и подавлял всё, что выходило за рамки соцреализма. В 1960-е годы он стал лидером среди тех саратовских художников, которые не желали иметь ничего общего с «партийным» искусством.
Творческое наследие Михаила Николаевича Аржанова значительно: свыше трехсот живописных произведений и более тысячи акварелей, пастелей, рисунков, исполненных в самой разной технике. Самые ранние из сохранившихся работ — волжские пейзажи конца 1940-х годов. Лиричные, тонко разработанные в голубовато-серой цветовой гамме, они говорят о живописном восприятии мира, которое сродни видению художников так называемой «саратовской школы» — В. Э. Борисова-Мусатова, П. С. Уткина. Внимательное изучение натуры приводит художника к пленерным поискам, к импрессионистическому видению.
Одновременно с конкретно-чувственным видением природы, раскрывшимся в ранних этюдах, встречаются попытки первых обобщений. В решении такого мотива, например, как «Пейзаж с горой», заметно внимание к композиционности, построенности этюда, а несколько вариантов картины «Поселок на первой Дачной» (1958—1962) говорят об упорном стремлении к созданию синтетического образа.
Поиски новых средств выразительности велись, как правило, в нескольких направлениях одновременно, и разнородные стилистические признаки сосуществовали в пределах каждого творческого этапа.
Направление и характер творчества Аржанова середины и конца 1950-х годов во многом определила близость с Н. М. Гущиным. Романтическая образность гущинской живописи, музыкальность, артистизм, изысканная выразительность фактуры, любовь к сильному, светящемуся изнутри цвету — все восхищало молодого художника и, безусловно, было воспринято им. «Гущинский» период у Аржанова узнается сразу. В краске появилось много лака, фактура стала сложной, пастозной, в выборе мотива стал заметен интерес к необычным явлениям — отблеску заката на воде, освещённым луной деревьям, таинственному сумраку леса.
1960-е годы — время переоценки и мучительного «поиска себя». Склонность к самоанализу, критическая способность наблюдать свой профессиональный рост определили целенаправленность развития. Аржанов изучает систему пространственных построений Сезанна, выразительные возможности цвета, разработанные фовистами, кубистические конструкции Брака и Пикассо. Дерен, Клее, Руо — художественные концепции этих мастеров осваивает не робко-подражательно, а творчески, переплавляя в системе собственного видения. «Воспринять и отринуть, и делать своё», — так понимал он свою задачу и, руководимый художнической интуицией, отстранялся, освобождаясь от их влияния в поиске своего образного языка.
С 1962 года М. Н. Аржанов начинает работать над портретом. Аржановские портреты можно рассматривать циклами, в которых полнота образа складывается из множества и разнообразия состояний. Энергичное движение кисти, контрасты сильного, в полный голос звучащего цвета создают ощущение мужественности и силы. Некоторые портреты, особенно женские, выходят за рамки жанра, перестают быть характеристиками конкретных людей, несмотря на явное сходство, сохраненное художником. Обобщённость, сила концентрации в них таковы, что портретные образы приобретают черты символов («Ева», 1967; «Аквариум», конец 1960-х; незавершенный цикл «Времена года» и др.).
Наиболее полно дар художника и своеобразие его личности сумел выразить пейзаж. Пейзажи М. Н. Аржанова наполнены движением. «Я пишу не природу, а свои чувства», — говорил художник. Ему было свойственно внимание к малой частице жизни и вместе с тем ощущение громадных пространств, мощных сил природы.
С середины 1960-х годов нарастает драматическая нота в творчестве М. Н. Аржанова. Поиски экспрессивной выразительности ведут к усилению роли цвета и света. Художник то использует спектрально-чистые цвета, добиваясь силы и пронзительности звучания, то смешивает их, заставляя пламенеть, словно вплавляя свет в живопись. Способы наложения красок, меняющийся характер мазка создают необычайное богатство и разнообразие живописной поверхности. В поисках новых выразительных возможностей соединял в одной работе темперу и масло, оставлял частично не записанным грунт, включая его цвет и фактуру в образное решение.
С первой же областной выставки, в которой Аржанов принял участие (и для него — единственной — 1958 г.), СГХМ имени А. Н. Радищева приобретается его «Зимний пейзаж» («Зимка») к.,м. 1957 г. Это было признание таланта и зрелости художника. Далее же, на протяжении всей жизни — тотальный запрет на участие в выставках. Независимый характер, «несоветское» поведение, общение с «антисоветскими» художниками: Н. Гущиным, Н. Кишиловым, Б. Свешниковым, знакомство с группой Билютина и создателями «Лианозовской школы» — Е. и Л. Кропивницкими, да и сами произведения М. Аржанова, свободные, неангажированные, говорящие о вечном, а не о «успехах социалистического строя», не могли способствовать интеграции живописца в официально признанные формы существования искусства. В местной прессе 1960-х годов (газета «Коммунист» Саратовского обкома КПСС) на протяжении нескольких лет разоблачались «формальные опыты М. Аржанова», травля происходила при полной невозможности для публики ознакомиться с работами художника (подробнее см.: В. Лопатин «Цвет — звук; свет, тьма» — «Волга». 2008. 1 (414).). Первая персональная выставка состоялась в 1984 году, спустя три года после смерти художника. Следом открылся ряд выставок художников, дотоле считавшихся антисоветскими: Н. Гущина, В. Юстицкого, В. Лопатина, В. Чудина. После 1991 года произведения М. Н. Аржанова показывались СГХМ им. А. Н. Радищева в 1991 (выставка «Формула цвета», художники круга Н. Гущина), 1995, 1998 годах, в 2008 году работы М. Аржанова показывались в помещении Поволжского Немецкого Банка, в 2009 в Доме-музее П. В. Кузнецова.